# Sien (Rhénanie-Palatinat)
Pour les articles homonymes, voir Sien.
Sien est une municipalité allemande située dans le land de Rhénanie-Palatinat et l'arrondissement de Birkenfeld.

## Géographie
Sien se trouve entre la ville d'Idar-Oberstein et la municipalité de Lauterecken, au nord-est de Baumholder. Par la route, on y accède via la Bundesstraße 270. Une gare de train proche se trouve à Lauterecken, le Lautertalbahn, un train de proximité.